# Argenbach (Speyerbach)
Der Argenbach ist ein etwa fünfeinhalb Kilometer langer Bach im mittleren Pfälzerwald und ein südsüdöstlicher und rechter Zufluss des Speyerbachs.

## Geographie

### Verlauf
Der Argenbach entspringt auf der Waldgemarkung von Maikammer.
Zunächst fließt er Richtung Nordwesten. Nach rund zwei Kilometern unterquert er die Totenkopfstraße, um anschließend parallel zu dieser zu verlaufen. Dabei ändert sich seine Richtung in Nordnordwest und befindet sich auf der Waldgemarkung von Neustadt an der Weinstraße. Auf den letzten Kilometern bildet er im Wesentlichen die Gemarkungsgrenze von Neustadt und dem Kirrweiler Wald.
Er unterquert noch das Kuckucksbähnel; deren Haltepunkt Breitenstein befindet sich direkt auf einer Brücke über den Argenbach und mündet schließlich kurz danach auf der Höhe von Breitenstein  auf 192 m von rechts in den oberen Speyerbach.
Der 5,454 km lange Lauf des Argenbachs endet ungefähr 204 Höhenmeter unterhalb seiner Quelle, er hat somit ein mittleres Sohlgefälle von etwa 37 ‰.

### Einzugsgebiet
Das etwa 10,9 km² große Einzugsgebiet des Argenbachs liegt im mittleren Pfälzerwald und wird durch ihn über den Speyerbach und den Rhein zur Nordsee entwässert.
Es grenzt
- im Nordosten an das Einzugsgebiet des Höllischtalbächleins, der in den Speyerbach mündet;
- im Osten an das des  Kaltenbrunnertalbach, der ebenfalls in den  Speyerbach mündet;
- im Südosten an das des Speyerbach-Zuflusses Kropsbach;
- im Süden an das des Triefenbachs, der in den Kropsbach mündet und an das des Modenbach, der in den Speyerbach mündet und
- im Westen an das des Hollerbachs, der über den Kohlbach und den Helmbach in den Speyerbach entwässert.

Das Einzugsgebiet ist vollständig bewaldet und die höchste Erhebung ist der Schafkopf mit einer Höhe von 616,8 m ü. NHN im Südosten des Einzugsgebiets.

### Zuflüsse
- Kleyenbach (links)
- Habichtstalbach[3] (links), 0,6 km[4]